# Paul McGuigan (cineasta)

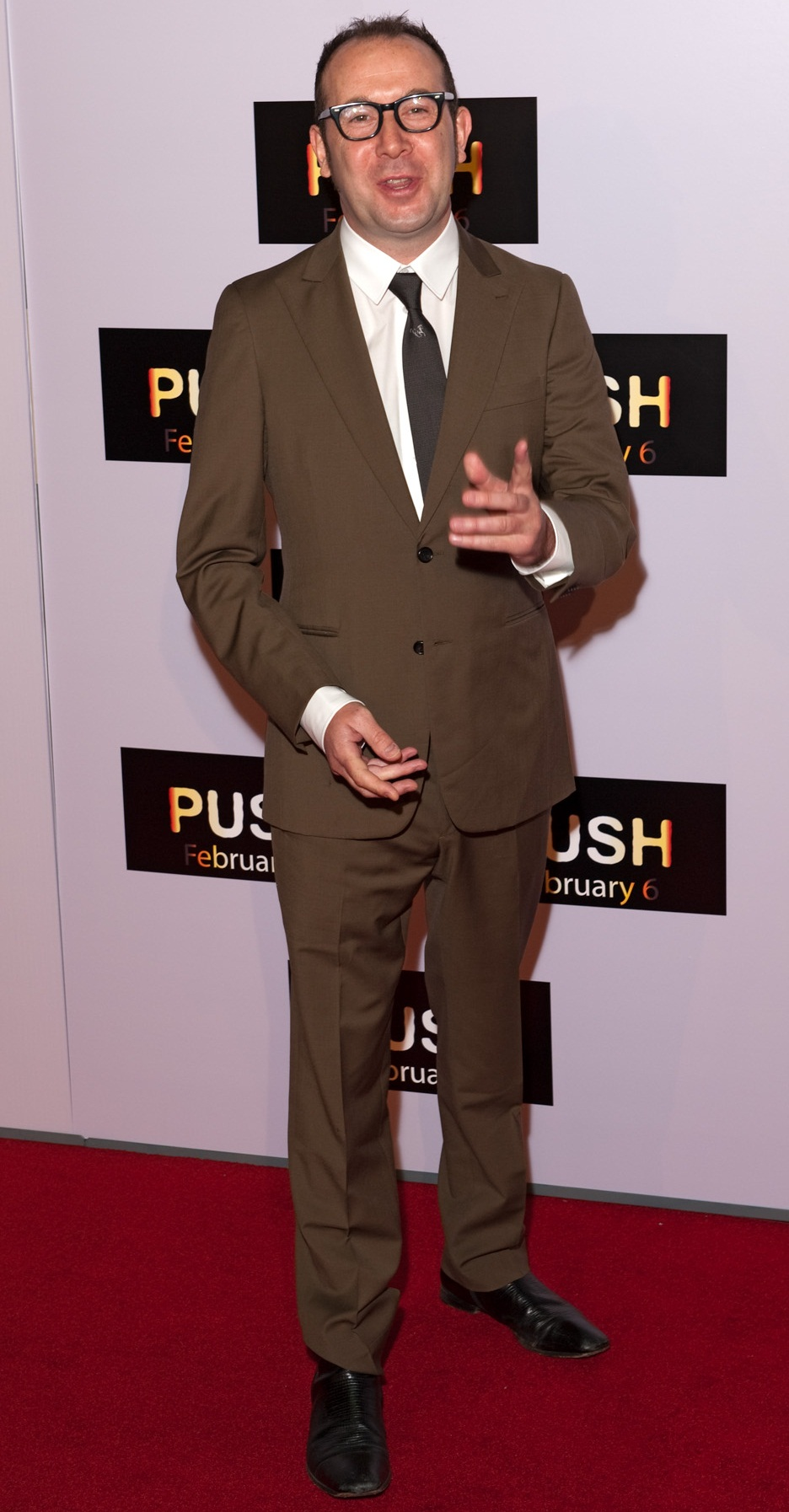
Paul McGuigan en el estreno de la película Push, en 2009.

Paul McGuigan (n. Bellshill, Escocia; 19 de septiembre de 1963) es un director de cine británico.

## Biografía
Después de haber conocido el éxito como fotógrafo en Glasgow, pasó al mundo de la publicidad, para luego rodar numerosos documentales, incluyendo Football, Faith and Flutes - sobre la religión y el fútbol en Glasgow - y Playing Nintendo with God, sobre niños con Sida.
En 1998 ganó el premio al mejor director novel de la Real Sociedad de Televisión por su cortometraje The Granton Star Cause. Amplió este filme para convertirlo en una trilogía basada en los cuentos de Irvine Welsh (autor de Trainspotting), que se estrenó con el título de The Acid House.

## Filmografía
- Victor Frankenstein (2015)
- Push (2009)
- Lucky Number Slevin (2006)
- Obsesión (2005)
- El misterio de Wells (2004)
- Gangster No. 1 (2000)
- The Acid House (1998)

- Datos: Q1377534
- Multimedia: Paul McGuigan (filmmaker) / Q1377534